# Ferrières-Haut-Clocher
Ferrières-Haut-Clocher település Franciaországban, Eure megyében. Lakosainak száma 1119 fő (2022. január 1.). Ferrières-Haut-Clocher La Bonneville-sur-Iton, Caugé, Claville, La Croisille, Glisolles, Ormes és Portes községekkel határos.

## Népesség
A település népességének változása:
| Lakosok száma | 235  | 391  | 569  | 996  | 1206 | 1211 | 1166 | 1162 | 1162 | 1119 |
|               | 1968 | 1982 | 1990 | 2006 | 2013 | 2015 | 2017 | 2019 | 2020 | 2022 |